# Aek Nauli (Medang Deras)
Aek Nauli is een bestuurslaag in het regentschap Batu Bara van de provincie Noord-Sumatra, Indonesië. Aek Nauli telt 806 inwoners (volkstelling 2010).